# 格倫代爾 (加利福尼亞州洪堡縣)
格倫代爾（英語：Glendale）是位於美國加利福尼亞州洪堡縣的一個非建制地區。該地的面積和人口皆未知。

## 地理
格倫代爾的座標為40°53′59″N 124°01′01″W / 40.89972°N 124.01694°W，而該地的平均海拔高度為28米（即92英尺）。